# 王庄镇 (澄城县)
王庄镇，是中华人民共和国陕西省渭南市澄城县下辖的一个乡镇级行政单位。
2011年，刘家洼乡被撤销，辖境并入王庄镇。

## 行政区划
王庄镇下辖以下地区：
王庄村、塔中村、洛城村、西城村、东干浴村、白草塬村、水洼村、灵泉村、蔡邓村、侯卓村、蛾蟒村、岑头村、太贤村、李家洼村、石家洼村、鱼家洼村、刘家洼村、翟尚村、柳泉村、良甫河村、鲁家河村、翟卓村、富垣村、良周村、贾家埝村、平定村、平城村、店头村、梁家咀村、杨家洼村、路井村、南太村、北太村、葛家洼村和内信村。